# Louis Gustave Binger
Louis-Gustave Binger (pronúncia em francês: [lwis.ɡystav bɛ̃ʒe]) (Estrasburgo, 14 de outubro de 1856 - L'Isle-Adam, 10 de novembro de 1936) foi um oficial e explorador francês que reivindicou a Costa do Marfim para a França.
De 1887 a 1889 ele realizou o que talvez tenha sido a última grande exploração da África Ocidental, no curso do qual assinou tratados e examinou as regiões ocidentais da bacia do Rio Volta, viajando do Senegal até o rio Níger, chegando a Grand-Bassam em 1889.
Durante esta expedição ele descobriu que as Montanhas de Congue não existiam. Ele descreveu esta jornada em seu trabalho Du Níger au golfe de Guinée par le pays de Kong et le Mossi (Do Níger ao Golfo da Guiné pelo país de Congue e os Mossis) (1891).
Em 1892 ele retornou à Costa da Guiné para superintendenciar a formação das fronteiras entre as colônias britânica e francesa. Em 1893 Binger foi nomeado governador da Costa do Marfim, onde permaneceu até 1898. Ele retornou à França naquele ano, para um posto administrativo em Paris no Ministério Colonial Francês. Em 1899, a Royal Geographical Society concedeu-lhe a Medalha de Ouro de seu Fundador por seu trabalho exploratório.
Louis Gustave Binger morreu em L'Isle-Adam, Île-de-France, França e foi enterrado no Cimetière du Montparnasse em Paris. A cidade de Bingerville, na Costa do Marfim, tem seu nome.